# 이냠바느주

이냠바네주

이냠바느주(포르투갈어: Inhambane)는 모잠비크 남부에 위치한 주로, 주도는 이냠바느이며 면적은 68,615km2, 인구는 1,412,349명(2006년 기준)이다. 북쪽으로는 마니카주와 소팔라주, 서쪽으로는 가자주와 인접해 있으며 동쪽으로는 모잠비크 해협과 맞닿아 있다.